# Лизогуб Андрій Юхимович
Андрі́й Юхи́мович Лизогу́б (1673, Гельмязів — 1737) — військовий і політичний діяч часів Гетьманщини. Сотник Конотопський. Онук Гетьмана Петра Дорошенка.

## Життєпис
Походив зі впливового старшинського роду Лизогубів. Другий син Юхима Лизогуба, генерального хорунжого, та Любові Дорошенко (доньки гетьмана Правобережної України Петра Дорошенка). Народився 1673 року. Після завершення навчання у Києво-Могилянському колегіумі, одружився у 1694 році з представницею козацько-старшинського роду Миклашевських.
З [1708]] року відомий як знатний військовий товариш. Також згадувався згодом у чині військового, а згодом і бунчукового товариша. З 1716 по 1719 рік перебував на посаді конотопського сотника. Прославився значними порушеннями козацьких прав та свобод, багаторазовим незаконним захопленням та привласненням земельних володінь як звичайного козацтва, так й представників інших козацько-старшинських родів. Помер 1737 року.
Визнається одним з фундаторів Конотопської церкви Різдва Пресвятої Богородиці.

## Майнові справи
У 1694 році отримав гетьманський універсал на с. Старий Почеп Стародубського полку, отримане в посаг за дружиною. У січні 1709 року разом з братами Яковом та Семеном отримав підтверджувальний гетьманський універсал на маєтності. На момент смерті володів у с. Погрібки Воронізької сотні 15 дворами, мав дім у с. Сосновці.
Після відібрання у нього почепських володінь Олександром Меншиковим, вів затяжну судову суперечку з представниками царського уряду щодо їх повернення.

## Родина
Дружина — Параска, донька Михайла Миклашевського, стародубського полковника.
Діти:
- Антін (д/н — 1725), бунчуковий товариш у Чернігівському полку
- Марія, дружина Петра Валькевича, другого генерального військового осавула
- Тетяна, дружина Тимофія Жоравки, бунчукового товариша
- Євдокія, дружина: 1) Якима Кулябки, бунчукового товариша у Лубенському полку; 2) Григорія Стороженка, генерального бунчужного
- Олена, дружина 1) Івана Пиковця, писаря Генеральної військової ради; 2) Данили Угриччича-Трембинського, бунчукового товариша